# Landecker Straße
De Landecker Straße (L76) is een 7,44 kilometer lange Landesstraße (lokale weg) in het district Landeck in de Oostenrijkse deelstaat Tirol. De weg is een zijweg van de Tiroler Straße (B171) en begint in Landeck, op de westelijke oever van de rivier de Inn. De weg loopt dan in zuidoostelijke richting langs het slot Landeck. Hierna loopt de weg door het Oberinntal tot bij Altenzoll (gemeente Fließ). Hier gaat de weg verder als de bundesstraße Reschenstraße (B180). Tevens bestaat er de mogelijkheid vanaf hier via Fließ de Pillerhöhe te beklimmen over de Piller Straße (L17). Het beheer van de Landecker Straße valt onder de Straßenmeisterei Ried im Oberinntal.
In de deelstaatswet van 8 februari 2006 is het straatverloop van de Landecker Straße officieel beschreven als Landeck (B171 Tiroler Straße) – Fließ/Neuer Zoll (B180 Reschenstraße).